# NGC 5080
NGC 5080 is een elliptisch sterrenstelsel in het sterrenbeeld Maagd. Het hemelobject werd op 27 april 1881 ontdekt door de Amerikaanse astronoom Edward Singleton Holden.

## Synoniemen
- MCG 2-34-7
- ZWG 72.46
- NPM1G +08.0323
- PGC 46440